# Bryce Drew
Pour les articles homonymes, voir Drew.
Bryce Drew, né le 21 septembre 1974 à Bâton-Rouge en Louisiane, est un joueur et entraîneur américain de basket-ball. Il évoluait au poste de meneur.